# Strafe-jumping
Strafe-jumping es una técnica utilizada para aumentar la velocidad de un jugador en juegos de ordenador basados en el Quake motor. La técnica es común en Quake II, Quake III #Arena, Quake 4, QuakeLive, Quake ChampionsOpenArena, CodeRED: #Arena de Alienígena, Nexuiz, Xonotic, 'Cubo', Jedi Caballero II, Guerras de Estrella Jedi Caballero: Jedi Academia, Soldado de Fortuna II, Hado 3, Warsow, Digital Paintball 2, Llamada De Deber, Regreso a Castillo Wolfenstein, Wolfenstein: Territorio de Enemigo, Tremulous,  Unvanquished, Reflex, Contador-Huelga, Titanfall y Titanfall 2.

## Historia
Strafe-jumping empezó como un bug en el código base de Quake, pero más tarde se decidió mantenerlo intacto,
ya que se había convertido en una técnica estándar utilizada por los jugadores. El error mismo se basa en las matemáticas:Al pulsar una tecla de dirección, el juego añade un vector unitario en esa dirección a la velocidad de movimiento del jugador. La suma final, sin embargo, nunca se normaliza - esto significa que al dirigir el avatar lejos del vector cinético actual pero dentro de 90 grados de él, el jugador puede exceder su propia velocidad superior.

## Método
Strafe-jumping requiere una combinación específica de entrada de ratón y teclado. La técnica exacta involucrada depende del juego en sí. En varios juegos, hay mapas enteros dedicados a esto, al igual que los cursos de obstáculos.
Los controles son típicamente como sigue:
El jugador presiona la tecla de avance, preparándose para hacer el primer salto.
Mientras suelta la tecla de avance, el jugador salta, y presionando el movimiento hacia la izquierda o la tecla de desplazamiento hacia la derecha (ergo el strafe en el término, strafe-jumping). Las teclas de avance y salto deben ser presionadas al mismo tiempo, y la tecla de salto se libera inmediatamente.
Para obtener la máxima aceleración y velocidad, el jugador debe ahora mover el ratón gradualmente hasta el grado correcto (es decir, girar) en la dirección de la banda, mientras mantiene pulsadas las dos teclas mencionadas anteriormente.
Para sucesivos saltos de tirada, el jugador salta inmediatamente de nuevo al aterrizar, cambiando la dirección del tiro y la dirección del giro del ratón si es necesario para evitar obstáculos.
Hecho correctamente, esto aumentará la velocidad del jugador con saltos sucesivos. Dominar esta técnica requiere mucha práctica. El salto strafe secuencial es principalmente una cuestión de memoria muscular, ya que el ángulo máximo del movimiento del ratón aumenta ligeramente con saltos consecutivos. Otra forma de aumentar la velocidad de salto en Quake III es un salto circular donde el jugador obtiene más de 500 unidades / seg. (La velocidad de carrera estándar es de 320 unidades / seg).
En algunos juegos basados en el motor Quake 3, como Call of Duty y Wolfenstein: Enemy Territory, se pueden lograr incrementos fraccionarios en la altura del salto al jugar el juego a velocidades de fotogramas más altas.

## Salto de círculo
El comienzo del salto del círculo es la acción realizada por el jugador en el comienzo del salto del strafe, dando una explosión repentina de la velocidad, en comparación con ganar velocidad con el salto regular del strafe. Esta técnica se ha encontrado que ha funcionado mejor en los juegos basados en motor de Quake.
Los movimientos son los siguientes:
El jugador está cerca de 90 grados de la dirección que él se piensa mover adentro.
El jugador se detiene entonces hacia delante, hacia la izquierda o hacia la derecha (dependiendo de la dirección que se proponga tomar), y gire hacia la cara 45 grados en sentido opuesto. (El jugador habrá girado 135 grados de su posición original)
El jugador ahora continúa en el salto del strafe.

## Bunny hopping
Bunny hopping es un término utilizado para diferentes tipos de movimiento en los juegos. Hay dos usos principales del término: En cualquier tirador en primera persona con saltar a un jugador que salta arriba y abajo para evitar ser disparado a veces se llama una tolva de conejo. Esta es una técnica muy básica que solo funciona contra oponentes inexpertos.
Las técnicas más avanzadas conocidas como bunny hopping utilizan la física del juego para moverse más rápido que la velocidad de movimiento base, combinada con el control de aire (la capacidad de cambiar la dirección del movimiento significativamente sin perder velocidad mientras está en el aire). Las técnicas que ganan velocidad sin la capacidad de cambiar significativamente la dirección se llaman a menudo Strafe-jumping. Los métodos utilizados para lograr salto de conejo varían de un juego a otro.
Bunny hopping se implementa en QuakeWorld, DeFRaG, Challenge ProMode Arena, mods de OSP (solo con cpm física) para Quake III Arena, Half-Life (versión 1.1.0.8, lanzado en 2001, introdujo un límite de velocidad limitando la utilidad de bunny hopping) Y muchos de sus juegos de mods y hermanos, incluyendo Team Fortress Classic, Team Fortress 2, Counter Strike, Selección Natural, Warsow, Enemy Territory Fortress (un mod para Wolfenstein: Enemy Territory), Painkiller, Kingpin: Life of Crime, Distopia, Elder Desplaza en línea y Xonotic.